# Cantone di Chorges
Il Cantone di Chorges è una divisione amministrativa dell'arrondissement di Gap.
A seguito della riforma approvata con decreto del 20 febbraio 2014, che ha avuto attuazione dopo le elezioni dipartimentali del 2015, è passato da 8 a 17 comuni.

## Composizione
Gli 8 comuni facenti parte prima della riforma del 2014 erano:
- Bréziers
- Chorges
- Espinasses
- Prunières
- Remollon
- Rochebrune
- Rousset
- Théus

Dal 2015 i comuni appartenenti al cantone sono i seguenti 17:
- La Bâtie-Neuve
- Bréziers
- Chorges
- Espinasses
- Montgardin
- Prunières
- Puy-Saint-Eusèbe
- Puy-Sanières
- Réallon
- Remollon
- Rochebrune
- La Rochette
- Rousset
- Saint-Apollinaire
- Le Sauze-du-Lac
- Savines-le-Lac
- Théus